# Great Langdale
Great Langdale är en dal som går ifrån samhället Ambleside till de högsta topparna vid Lake District i Cumbria i nordvästra England. Dalen kallas ofta bara för Langdale, men det finns även en mindre dal som ligger bredvid som heter Little Langdale'.